# هارلم غلوبتروترز
هارلم غلوبتروترز (بالإنجليزية: Harlem Globetrotters) هو فريق استعراضي في لعبة كرة السلة الذي يجمع بين الألعاب، مسرح وكوميديا، الآن أكثر من 85 عاما والألعاب 20000 مباراة استعراضية في 118 دولة، أصبح فريق واحد من أكثر الفريق تميزا في مجال الرياضي، تقع المكاتب التنفيذية للفريق في وسط مدينة فينيكس، أريزونا، وهي مملوكة من قبل فريق شامروك القابضة، التي تشرف على استثمارات مختلفة من قبل أسرة روي ديزني.إصدار الأخ بارني هو أغنية للفريق لتكون تعويذة لها منذ عام 1993.

## التاريخ

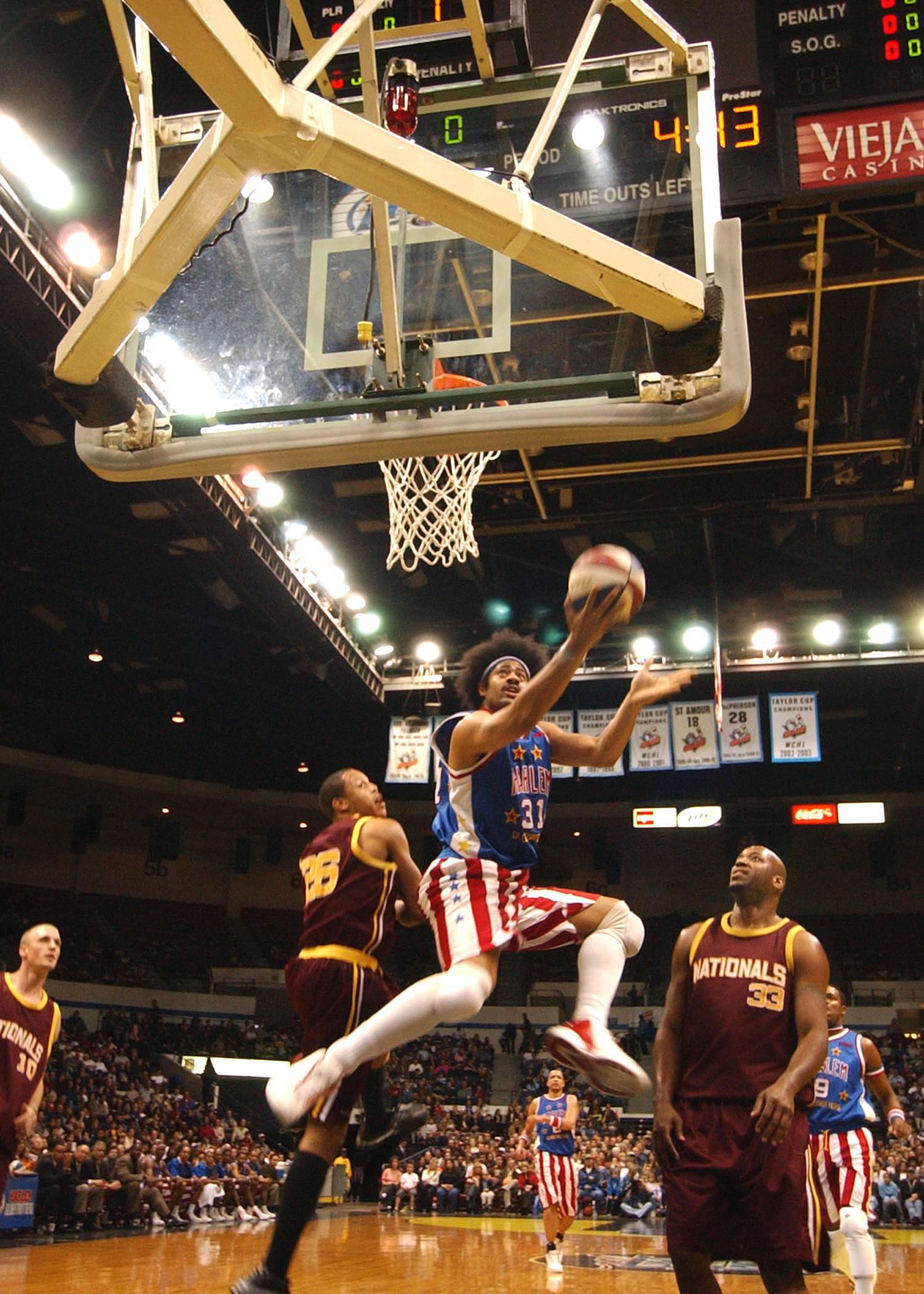

قبل 85 عاما، وفي تلك الأحياء في شيكاغو رياضة كرة السلة اخذه بالتشكل وفترة زهو الثقافية السود، من عمره يدعى إيب سابرستين فريق كرة السلة صغير في عام 1926 في قاعة سافوي، تحت مسمى «سافوي بيغ فايف» الذي قال عنه أنه مجرد محاولة للترويج لملهى ليلي يدعى قاعة سافوي، ولكن في غضون بضع سنوات الفريق لعب أكثر من 1000 مباراة في جميع أنحاء البلاد 
الذي سيصبح فيما بعد فريق هارلم غلوبتروترز، نشأة مسمى هارلم غلوبتروترز جاءت من اختيار لفظة «هارلم» للإشارة إلى أن اللاعبين كانوا من أصل إفريقي، رغم أنهم كانوا في الواقع من شيكاغو، و«غلوبتروترز» لقب لجعله يبدو كما لو قد سافر الفريق في جميع أنحاء العالم.
الواضح هو أن تكوين غلوبتروترز حدث في أوخر العشرينات في الجانب الجنوبي من شيكاغو، إلينوي حيث نشئ وترعرع أفراد الفريق المؤسسين حيث معظم اللاعبين أرتادوا مدرسة وندل فيليبس الثانوية وقدم أولى مبارياته في 1927 على ملاعب مدينة هيكين بولاية إلينوي الأميركية، الفريق خاض مباريات ودية تجربية عدة قبل البدء في إتخاذ الأستعراض والترفيه أسلوب احترافي في خوض المباريات. هينكلي، إلينوي كان مقر أول مباراة هارلم غلوبتروترز في 7 يناير 1927. في عام 1928 غادر العديد من اللاعبين للفريق في نزاع حول إعادة اللاعبين الآخرين الذين غادروا الفريق. قبل نهاية الحرب قد فريق غلوبتروترس قد لعب أكثر من 30 ألف مباراة (خسر 2190 مباراة فقط)، لدرجة أنه ظهر على غلاف مجلة لايف وكانت تلك إنجازاً كبيراً في الوقت الذي كانت فيه أمريكا تعيش فصل من التمييز العنصري في تاريخها.

## الطريق على النجاح
عمل فريق هارلم غلوبتروترز طيلة تلك السنوات وبشكل تدريجي روتيني على تطوير أسلوب فكاهي في تصرفاتهم حتى أصبح يعرف على أنه أكثر ميلاً للترفيه عنه من الألعاب الرياضية، يعرض غلوبتروترز أفعال مميزة في كثير من الأحيان وبتناسق بشكل لا يصدق، مثل التمريرات، أو تقاذف الكرات بين اللاعبين، أو الغزل الكرات على أطراف أصابعهم بطريقة استثنائية، وتصويبات صعبة.
من بين اللاعبين الذين كانوا أعضاء في فريق هارلم غلوبتروترز ومثله، أهم لاعبي الدوري الاميركي لكرة السلة للمحترفين على مر العصور ويلت تشامبرلين، كوني هوكينز، ناثانيل كليفتون، ماركيز هاينز، ميديلارك ليمان، جيروم جيمس، في عام 1941، قبل بداية الحرب العالمية الثانية انضم إلى الفريق غوس تاتوم الذي طور التحركات كوميديا مدهشة غيرت اتجاه الفريق، روبرت أوسبي، عضو آخر ذو شعبية فريد نيل انضم للفريق في 1970s و1980s الذي كان من أفضل المراوغين في تلك الحقبة من تاريخ الفريق، وكان من السهل التعرف عليه على الفور لانه حليق الرأس.
لعب أيضا للفريق لاعب البيسبول المحترف بوب غيبسون وجينكنز فيرغسون، في عام 1985، وقعت غلوبتروترس
لأول مرة مع امرأة الحاصل على الميدالية الذهبية الأولمبية لينيت وودورد ولاعبة أخرى جويس ووكر فقط بعد ثلاثة أسابيع.

## اختيار
بدءا من عام 2007، أجرت غلوبتروترس مشروع«اختيار» قبل بضعة أيام على اختيار لعبي الدوري الاميركي للمحترفين سنوي، الذي واختيار لاعبين ودعوتهم للانضمام للفريق، الفريق لا يتحدث سلفا اللاعبين الذي تم تحديدهم (وبعضهم لا يعرف حتى مع لاعبي كرة السلة، كرة القدم مثل النجوم ليونيل ميسي وتيم هوارد، وفقط عدد قليل من اللاعبين المختارة توافق في نهاية المطاف للانضمام إلى غلوبتروترس.
اللاعبين البارزين الذي تم ترشيحهم من قبل غلوبتروترس هم كما يلي: سون مينغ مينغ (2007)، برنت (2007)، باتريك يوينغ الابن (2008)، سوني ويمز (2008)، تيلور جريفين (2009)، تيم هوارد (2009)، تيتوس مارك (2010)، ليونيل ميسي (2011)، بول ستارجس (2011)، أندرو (2011).

## المرجع
1. ↑  "Harlem Globetrotters Style Guide". HarlemGlobetrotters.com. Herschend Family Entertainment. مؤرشف من الأصل في 2018-10-23. اطلع عليه بتاريخ 2020-03-10.
2. ↑  "New Logo Revealed". HarlemGlobetrotters.com. Herschend Family Entertainment. 30 نوفمبر 2016. مؤرشف من الأصل في 2018-10-23. اطلع عليه بتاريخ 2020-03-10.
3. ↑  History نسخة محفوظة 27 أبريل 2020 على موقع واي باك مشين.
4. ↑  "The NEW Hollywood Video". مؤرشف من الأصل في 2020-03-29. اطلع عليه بتاريخ أغسطس 2020. {{استشهاد ويب}}: تحقق من التاريخ في: |تاريخ الوصول= (مساعدة)